# Bernardino de Talavera
Bernardino de Talavera (Talavera de la Reina, siglo XV-Santo Domingo, 1511) fue un pirata español del siglo XVI, primero del que se tiene constancia en las aguas del mar Caribe.

## Biografía
Viajó a La Española, dónde se dedicó al cultivo de la caña de azúcar, pero sus problemas económicos le hicieron hacerse pirata, tras robar un barco en 1509 y alistar en él a colonos desesperados, dedicándose a asaltos menores de poblados indígenas y pequeños barcos. Se dirigió a San Sebastián de Urabá (actual Colombia) donde se encontraba Alonso de Ojeda para ver si podía aprovecharse de ellos, consiguiéndolo al estar en serios problemas de falta de víveres y hostigados por las tribus cercanas. Les ofreció alimentos y se llevó a Ojeda con la excusa de solicitar refuerzos en Santo Domingo, aunque cuando estuvieron en altamar le encerró para pedir un rescate por él. Una tormenta hundió el navío en la costa sur de la isla de Cuba y junto al resto de supervivientes recorrió la isla hasta dar con una tribu que les acogió. Ojeda hizo llegar un rescate desde la Jamaica española (actual Jamaica) que les devolvió a Santo Domingo.  Junto con los suyos fueron colgados por piratería.